# ティエラ・ワック
ティエラ・ワック（本名：Tierra Helena Whack、1995年8月11日 - ）は、アメリカ合衆国のラッパー、シンガーソングライター。
10代の頃は「Dizzle Dizz」というアーティスト名で活動していたが、2017年に本名の「Tierra Whack」へ変更。 デビュー・アルバム『Whack World』は2018年5月にリリース。2017年にリリースされシングル「Mumbo Jumbo」のミュージック・ビデオは、2019年グラミー賞の最優秀ミュージック・ビデオ賞にノミネートされた。また、ワックは楽曲「Peppers and Onions」と「feel good」で2020年のアップル・ホリデーCM「The magic of mini」に出演している。

## 生い立ちと初期のキャリア
ワックは1995年に生まれ、フィラデルフィア北部で母親によって育てられた。 2018年のザ・フェーダー誌とのインタビューで、父親と疎遠であることを明かしている。ワックは子供の頃から独特な文章のリズムで有名な作家、ドクター・スースが好きで、彼の作品を真似をして韻を踏んだ文章を書いていた。
ジョージア州アトランタの高校を卒業する前に、マグネット・スクールのザ・アーツ・アカデミー・アット・ベンジャミン・ラッシュ（The Arts Academy at Benjamin Rush）に3年間通った。ベンジャミン・ラッシュではヴォーカルを専攻し、白人が多いクラスの中で数少ない黒人の生徒の一人であった。ワックは苦労しながらも校長先生を説得し、『天使にラブソングを2（Sister Act 2: Back in the Habit）』のフィナーレを学校のヴォーカル・ショーケースで演奏し、ラップを披露。 
15歳の頃、「Dizzle Dizz」の愛称で親しまれていたワックは、フィラデルフィアのアンダーグラウンド・ミュージック・グループ「We Run the Streets」による2011年のフリースタイル・ビデオに母親に勧められ出演。  まだ10代であるにもかかわらず、フィラデルフィアでは「Dizzle Dizz」として名を馳せることとなった。その後、複数の楽曲をリリースしたが、数か月にはうつ病を患った。
ワックは高校を卒業するために母親とフィラデルフィアからアトランタへ引っ越す。アトランタでは洗車場で働き、貯めた資金でMacのPCを購入。音楽のレコーディングを始めた。PCには約2年分の音楽が詰まっていたが 、誰とも共有することはなかった。後にワックは家族をアトランタ残してフィラデルフィアに戻ることとなったが、3ヶ月間ホームレスになり、友人の家を転々とした。

## 音楽キャリア

### 2015–2017：キャリアの始まり
2015年、ワックは10代の頃から知り合いであったサウンドエンジニア兼音楽プロデューサーのKenete Simmsとフィラデルフィアで再会し、ミキシングを学ぶ。   2017年、彼女はインタースコープ・レコードと契約を結んだ。  
2017年3月、「Toe Jam」、「Shit Happens」を含む3つの楽曲でティエラ・ワックとしてデビューした。
2017年10月、ヒップホップ・シングル「Mumbo Jumbo」をリリース。また、同年にフライング・ロータスとツアーをした。 

### 2018–現在： 『Whack World』とウィークリー・シングル
デビュー・アルバム『Whack World』は2018年5月30日にリリースされ、ワックは自身のインスタグラムで各トラックをショート・フィルムと共に公開した。  アルバムに収録されている全15曲がそれぞれ約1分という珍しいフォーマットが多くの評論家から称賛され、ピッチフォークからはベスト・ニュー・ミュージックに選ばれた。現代の「ミッシー・エリオット」と呼ばれることも多々あるワックは、ミュージック・ビデオの創造性と奇抜さで高い評価を受けており、楽曲「Mumbo Jumbo」は、 2019年グラミー賞のベスト・ミュージック・ビデオにノミネートされた。  2018年10月、ワックは長期にわたる芸術的なサバティカル休暇のため東京を訪れた。  
ワックは、2019年2月19日から5週間にわたって週に1枚のシングルをリリースする"#whackhistorymonth"シリーズを公開。 この間にシングル「Only Child」、「Clones」、「Gloria」、「Wasteland」、「Unemployed」をリリース。     これらのトラックがアルバムとしてリリースされるかはまだ明らかにされていない。
ワックは、フライング・ロータスの楽曲「Yellow Belly」に参加したこともあり、後に2019年6月20日にXXL誌の「2019 Freshman Class」のメンバーの一人に選出された。   2019年に開催されたコーチェラ、 プリマヴェーラ・サウンド、 ロラパルーザ、オシアガ、オースティン・シティ・リミッツ・ミュージック・フェスティバルなどのミュージック・フェスティバルに参加。 楽曲「Unemployed」はサッカーゲーム FIFA 20にフィーチャーされた。
2017年のシングル「Mumbo Jumbo」のミュージック・ビデオは、2019年グラミー賞のベスト・ミュージック・ビデオ賞にノミネート。
2020年10月、ワックは2020年初のソロ・シングル「Dora」をリリース。 同年11月18日、楽曲「Peppers and Onions」と「Feel Good」の2枚のシングルをリリースした。また、楽曲「Peppers and Onions」と「feel good」で2020年のアップル・ホリデーCM「The magic of mini」に出演している。
2021年4月のシングル「Link」のミュージック・ビデオはレゴグループの「Rebuild The World ― 創造力が、世界を変える」キャンペーンの一環として制作された。ビデオ制作に先立って、ティエラ・ワックは子供たちと一緒にレゴ・ブロックを使って様々なものを作ることで、インスピレーションを得た。

## ディスコグラフィー

### スタジオアルバム
| 題名        | アルバムの詳細                                                                                               |
| ----------- | --- |
| Whack World | - リリース：2018年5月30日 - レーベル： Interscope - フォーマット： LP 、デジタルダウンロード、ストリーミング |

### シングル

#### リードアーティストとして
"Toe Jam"（2017年）
"Child Please"（2017年）
"Shit Happens"（2017年）
"Mumbo Jumbo"（2017年）
"Hungry Hippo"（2019年）
"Only Child"（2019年）
"Clones"（2019年）
"Gloria"（2019年）
"Wasteland"（2019年）
"Unemployed"（2019年）
"T.D" 
(with Lil Yachty featuring ASAP Rocky & Tyler, the Creator)（2020年）
"Dora"（2020年）
"Peppers and Onions"（2020年）
"Feel Good"（2020年）

#### フィーチャーアーティストとして
"Pull Up on You"（2018年）
(Temi Oni featuring Tierra Whack)
"Copy Cat"（2020年）
(Melanie Martinez featuring Tierra Whack)
"Me x 7"（2020年）
(Alicia Keys featuring Tierra Whack)